# 퀴외스티 칼리오
퀴외스티 칼리오(핀란드어: Kyösti Kallio [ˈkyø̯sti ˈkɑlːio][*], 1873년 4월 10일 ~ 1940년 12월 19일)는 핀란드의 정치인이다. 농업동맹의 지도자로서 총리를 4회, 의회의장을 6회, 제4대 공화국대통령(1937–1940)을 역임했다.

## 생애

### 어린 시절
1873년 핀란드 대공국 윌리비에스카에서 지역 유력자의 아들로 태어났다. 본명은 구스타브 칼리오캉아스(스웨덴어: Gustaf Kalliokangas [ˈɡɵ̂sːtav ˈkɑlːioˌkɑŋːɑs][*])이다. 1886년 친척 아주머니의 중개로 라헤에서 문법학교를 다녔고, 오울루에서 4학년에 진학했다. 오울루에서 칼리오는 학업보다는 청소년 단체 활동에 열성이었으며, 공부보다는 농사에 관심이 많았다. 이 시기 칼리오와 청년들은 교장 마우노 로센달의 영향을 받았으며, 또한 산테리 알키오의 영향으로 청년운동에 익숙해졌다. 칼리오는 중등교육기관인 문법학교가 최종 학력으로, 대학 이상의 학력을 가지지 않은 유일한 핀란드 대통령이기도 하다.
1894년 칼리오는 니바의 고향집에 더하여 헤이킬래와 메흐탤래 저택을 가지게 되었다. 이후 10년간 칼리오는 더 많은 땅을 사고 숲을 개척하여 개간하고 건물을 올리는 일을 계속했다. 자기 땅을 개척하는 일 외에도 지역 청년단체와 상호저축은행 일도 했다.

### 의원 선출
핀란드 국회는 귀족, 성직자, 시민, 농민으로 구성된 4부 신분제 의회였다. 칼리오는 1904년 피폴라에서 농민부 의원으로 뽑혔다. 당시 칼리오는 31세였는데, 이렇게 젊은 의원은 상당히 이례적이었다. 칼리오는 호헌파로서, 러시아 제국의 핀란드 징병 정책에 반대하는 비밀결사 카갈리의 일원이었다. 1904년 3월, 칼리오는 러시아로부터 추방당한 독립운동가들과 스웨덴 북부 보덴에서 만났다(보덴 회동). 의회개혁으로 핀란드 국회가 핀란드 의회로 전환되고 보통평등선거가 실행된 뒤, 칼리오는 1907년 청년 핀란드당과 핀란드 농촌연맹(농업동맹의 전신)의 지지를 받아 의원으로 선출되었다. 그리고 곧이어 청년 핀란드당이 농촌 문제에 비교적 무관심하다고 판단하여 농촌연맹으로 적을 옮겼다.
러시아에서 2월 혁명이 일어나자 제2차 러시아화 정책 당시 파괴된 핀란드의 헌정 질서를 복원할 것을 요구하는 대표단이 1917년 3월 18일 러시아 페트로그라드로 파견되었고, 칼리오도 여기에 포함되었다.

### 농무장관 경력
1917년 3월 23일, 칼리오는 사회민주당의 오스카리 토코이가 원로원장(총리의 전신)을 맡은 토코이 원로원의 농무국장이 되었다. 1917년 7월 18일, 원내 과반을 확보한 사민당이 핀란드의 입법 권력을 페트로그라드에서 헬싱키로 가져오는 권력법을 통과시키려 하자 러시아 공화국 임시정부는 7월 31일 핀란드 의회를 해산시키는 쿠데타를 일으켰다. 토코이는 사임했지만 칼리오는 원로원에 남아 8월 4일 식량부족 사태 수습을 담당했다. 9월 초가 되면 사민당원들은 모두 원로원에서 사퇴했다.
이후 청년 핀란드당의 페르 에빈드 스빈후부드가 원로원장이 되어 독립 핀란드 최초의 원로원장이 되었다. 칼리오는 스빈후부드 밑에서도 농무국장 일을 계속했다. 핀란드 내전이 일어나기 1주일 전인 1월 21일, 칼리오는 소농민 해방법을 입안했지만 전쟁통에 통과되지 못하고 전쟁이 끝난 뒤인 10월 15일에야 통과되었다.
핀란드 내전이 일어나자 적군이 헬싱키를 장악했다. 원로원은 북서 해안의 바사로 도망갔다. 칼리오는 헬싱키에 남아 지하에 숨어 지냈다. 4월 13일 독일군이 적군을 분쇄하고 헬싱키를 탈환하자 칼리오는 헬싱키 원로원의 대표가 되어 5월 6일 바사 원로원과 통합 정부를 출범시키는 데 참여했다. 이후 칼리오는 중도적인 조정자로서 적군에 대한 보복에 반대했다.
내전이 끝나고 독립 핀란드가 어떤 국체를 선택하느냐의 문제로 논쟁이 벌어졌다. 당시 원로원장 유호 쿠스티 파시키비는 전 원로원장 스빈후부드와 함께 군주국을 지지했고, 공화국을 지지한 칼리오는 8월 17일 파시키비 원로원에서 사퇴했다. 군주파들은 스웨덴의 구스타브 3세 시절 1772년 헌법 및 1789년 헌법에 따라 독일 황제 빌헬름 2세의 매제인 프리드리히 카를 폰 헤센 공자를 핀란드 국왕으로 추대하려 했다. 하지만 서부전선에서 독일이 망하면서 다 없는 이야기가 되고 핀란드는 민주공화국이 되었다.
칼리오는 1919년 4월 17일 카를로 카스트렌 내각에 농무장관으로 입각했고, 그 뒤 제1차 벤놀라 내각에서도 유임되었다. 1919년, 만네르헤임 남작이 러시아 내전에 참전해 니콜라이 유데니츠를 도와 페트로그라드를 치려 하자 칼리오는 대통령 카를로 유호 스톨베리에게 반대 의사를 밝혔다. 또한 칼리오는 동카리알라 일대에서의 혈족전쟁에 대해서도 비판적인 입장을 취했는데, 그와 비슷한 입장으로서 실무를 집행하던 내무장관 헤이키 리타부오리는 총에 맞아 암살당했다.
1920년 5월, 칼리오는 의회의장으로 선출되었다가 1921년 제2차 벤놀라 내각에 입각하여 다시 농무장관이 되었다. 이때 칼리오는 유명한 토지개혁법인 칼리오법을 만들어 1922년부터 시행을 시작했다. 이 법은 새로운 정착지 개척을 장려하고 구 소작농들을 소규모 자영농으로 독립시키기 위해 토지를 매입하는 것을 골자로 했다.
의회의장으로서 칼리오는 1936년까지 총 15회 회기의 의장을 맡았는데, 16회의 카를아우구스트 파게르홀름에 이어 핀란드 역대 의회의장들 중 두 번째로 긴 기록이다.

### 총리 임기
칼리오는 1922년 11월 14일 총리로 취임했다. 1923년 8월, 제1차 칼리오 내각은 핀란드 사회주의 노동자당(SSTP) 당원 200여명을 체포했다. 이때 SSTP의 준군사조직 뿐 아니라 SSTP 지도부도 모두 체포되었고, 현직 의원도 27명 체포되었다. 사민당은 SSTP 의원들의 체포로 인해 의회 정족수가 미달하게 되었으니 즉각적인 의회 해산과 재선거를 할 것을 요구했다. 한편 부르주아들은 공산주의자들이 다음 선거에서 세를 되살리기 전에 항소재판소에서 판결을 먼저 내려야 한다고 보았다. 칼리오는 사퇴 요구를 받아들이지 않았으나 스톨베리 대통령이 사민당과 합의하여 새로 선거를 하기로 했고, 칼리오 내각은 행정관료 출신의 아이모 카얀데르가 이끄는 제2차 카얀데르 내각으로 대체되었다.
1922년, 산테리 알키오가 의원직을 그만두고 언론인으로 돌아갔다. 이때 총리 칼리오와 농무장관 수닐라 사이에 상당한 갈등이 빚어지고 있었다. 칼리오는 농업 문제에 있어 수닐라보다 더 광범하게 농민들의 이해를 지지했다. 이 둘의 갈등은 농업동맹 내부의 노선 싸움이기도 했는데, 칼리오는 주로 농촌연맹 시절부터의 고참 당원들, 포흐얀마 출신, 아이토수오말라이수스파 등의 지지를 받았고, 수닐라는 주로 교육받은 젊은 농민들 및 남동부 지역 의원들의 지지를 받았다. 1925년에는 칼리오법의 토지개혁을 더욱 확장시키는 풀키넨법이 만들어졌다. 이 법에 따라 임산기업의 재산을 국유화하고 농민들에게 분배하였다.
토지 소유의 문제 때문에 농업동맹은 1920년대 내내 보수정당 국민연합당과 사이가 껄끄러웠고, 때문에 내각이 오래 지속되지 못했다. 심지어 라우리 크리스티안 렐란데르 대통령 재임시절인 1926년에는 핀란드 내전 때 망했던 사민당이 소수여당내각이지만 탄네르 내각으로 여당이 되기까지 했다. 농업동맹 내부 싸움에서는 칼리오가 지방으로 은퇴할 것을 제안받기도 했지만 거부했다. 결국 수닐라가 1933년 정계에서 은퇴했고, 칼리오가 농업동맹을 이끌게 되었다.
1929년 제3차 칼리오 내각은 공산주의를 억압하는 내용의 법을 통과시켰는데, 소위 라푸아 운동이라는 파시스트들의 압력이 가해진 결과였다. 라푸아 운동은 칼리오를 지도자로 영입하려고 시도했으나 칼리오가 거부했고, 이에 따라 우익들 사이에서 칼리오의 평은 더 나빠졌다. 렐란데르 대통령이 오른쪽으로 기울면서 제3차 칼리오 내각은 1930년 7월 2일 총사퇴했고, 청년 핀란드당 출신의 보수파 스빈후부드가 제2차 스빈후부드 내각으로 입각했다.

### 1931년 대통령 선거
1931년 핀란드 대통령 선거에서 칼리오가 농업동맹 후보로 선출되었다. 렐란데르 대통령은 농민 대상 보험회사 전무이사라는 한직으로 밀려났다. 하지만 칼리오는 300표 중 56표를 득표했고, 151표를 득표한 스빈후부드가 대통령이 되었다.
1932년 5월, 핀란드 정부는 도로교통관리위원회를 발족하고 칼리오를 그 위원장으로 앉혔다. 칼리오 외에 위원들은 에밀 스코그스트룀, 얄마르 카스트렌, 아르보 뢴로트, 배이뇌 보이온마 등이었다. 위원회의 임무는 철도교통과 독립적인 도로교통망의 초안을 마련하는 것이었다. 위원회는 1936년 말 보고서를 제출했고, 1938년에는 핀란드의 고속도로 및 간선도로의 기초가 마련되었다.
1936년 핀란드 의회 선거 이후 키비매키 내각이 사퇴하고 칼리오가 총리가 되었다. 칼리오는 사회민주당에 입각을 권유했지만 스빈후부드 대통령이 사회주의자의 입각을 완강히 반대했다. 때문에 제4차 칼리오 내각은 농업동맹과 국민진보당의 연정으로 이루어졌고, 사회민주당은 입각하지 않았다.

### 1937년 대통령 당선

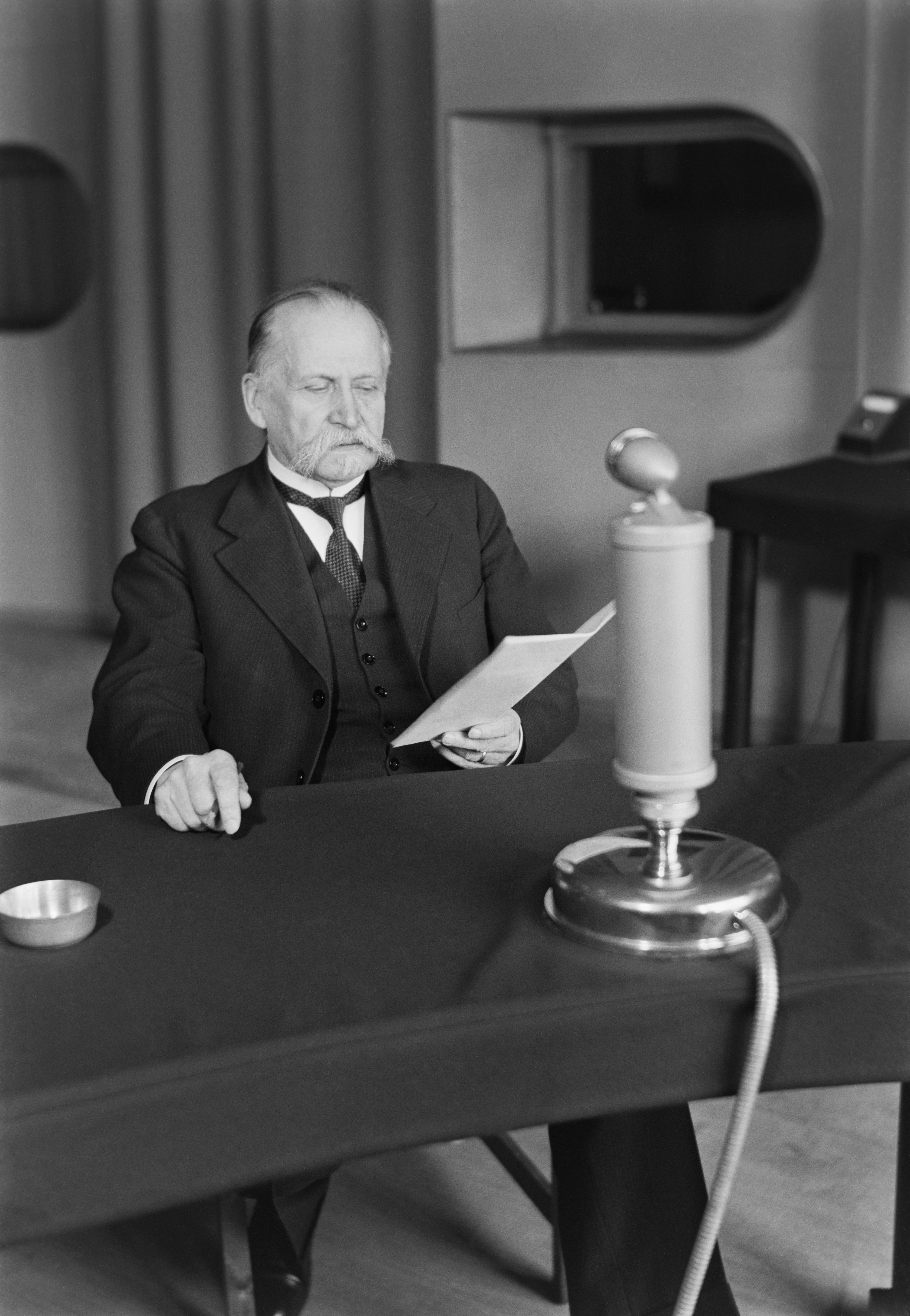
라디오로 연설하는 칼리오(1930년대 사진).

1937년 핀란드 대통령 선거에서 칼리오는 자당인 농업동맹, 연정당인 국민진보당 뿐 아니라 사회민주당의 지지까지 받으며 당선되었다. 제4차 칼리오 내각 당시 스빈후부드의 반대로 입각하지 못한 사민당은 스빈후부드를 쫓아내기 위해 칼리오에게 연대했다.
결선투표 당시 스빈후부드 대통령은 104표를, 스톨베리 전 대통령은 19표를, 칼리오는 177표를 얻으면서 압도적으로 당선되었다. 극우들은 이 결과를 당연히 불만스러워했다. 한편 사민당은 대통령 권한을 축소시키려는 칼리오의 대통령 당선이 의회주의의 승리라고 평가했다. 대통령으로서 칼리오는 타협의 정치를 내세웠고, 명확한 적을 따로 만들지 않았다.

### 사망
겨울전쟁 전야, 만네르헤임 남작이 핀란드 방위평의회 주석직을 그만두겠다고 여러 번 정치인들을 위협했는데, 그때마다 칼리오는 만네르헤임을 설득하여 사표를 기각시켰다. 칼리오는 소련에게 단 한뼘의 땅도 넘길 수 없다고 버텼지만 결국 1940년 모스크바 평화 조약에 동의할 수밖에 없었다. 이후 칼리오의 건강은 급속히 악화되었다. 8월 27일 풍을 맞은 칼리오는 오른손이 마비되었다. 이후 계속전쟁에 관하여 독일과 교감하는 과정에 칼리오는 참여하지 못했고 총리 리스토 뤼티가 대통령의 권한을 대행했다.

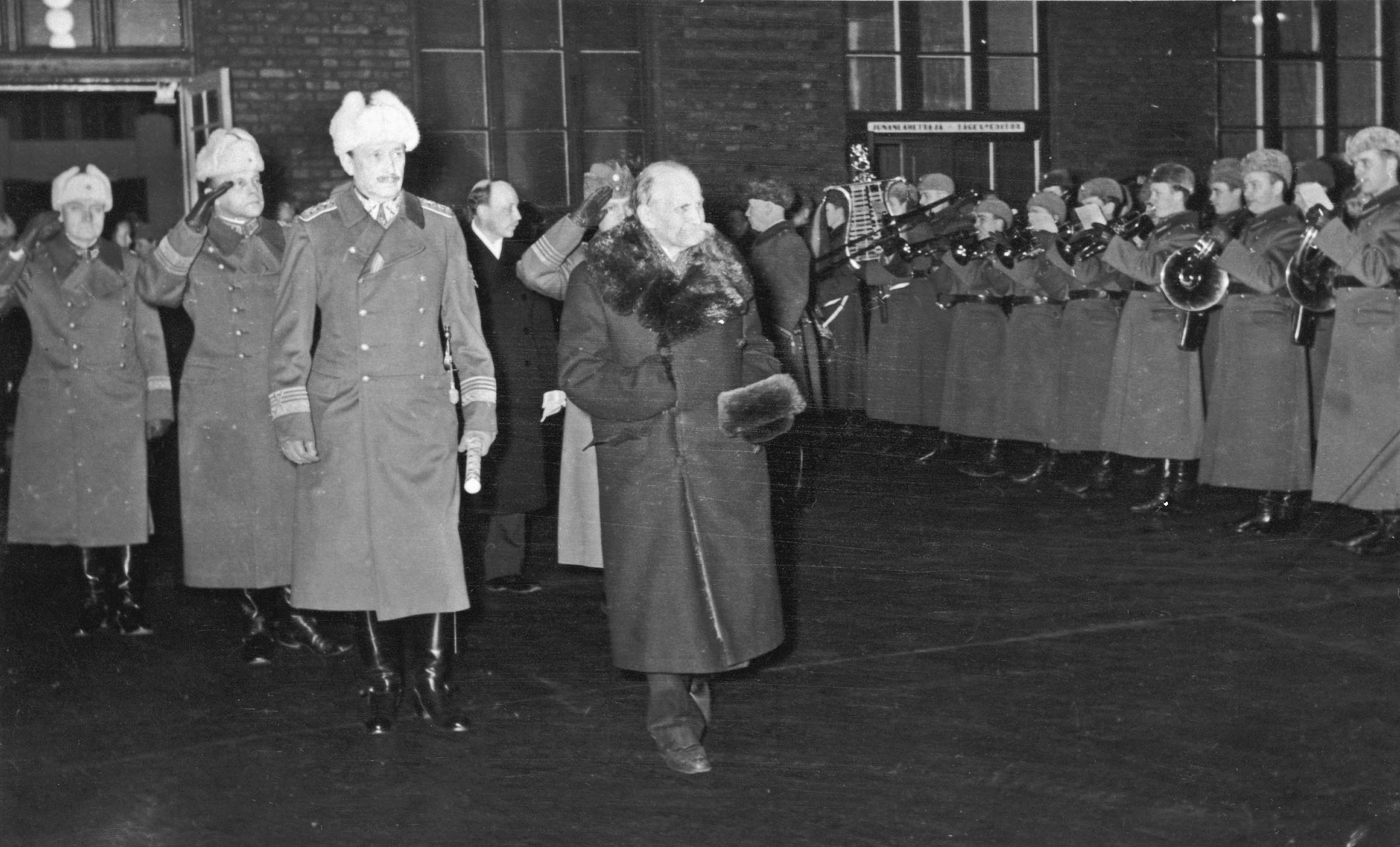
1940년 12월 19일 헬싱키 중앙역에서 병사들을 사열하는 칼리오와 만네르헤임. 이 사진이 찍히고 불과 몇초 뒤 칼리오는 심장발작을 일으켜 사망했다.

칼리오는 1940년 11월 27일 사임하고 헬싱키를 떠나 니발라의 농장으로 돌아갈 계획을 발표했다. 12월 19일 대통령 송별식이 예정되었고 칼리오는 건강상의 위험을 알면서도 불구하고 식에 참여했다. 송별식 날 만네르헤임과 함께 헬싱키 중앙역에서 군인들을 사열하던 도중 칼리오는 치명적인 심장발작을 일으켜 쓰러졌고, 핀란드 애국가요 포리 연대 행진곡이 연주되는 가운데 그 자리에서 사망했다.

## 사생활사
칼리오는 신앙심이 매우 깊은 사람으로, 가족 내력부터 경건주의자였다. 1919년 도입했던 금주법이 1932년 폐지되자 상심하기도 했다. 칼리오가 대통령에 취임하고 대통령궁에서 가장 먼저 변화한 것은 알코올성 음료 일체가 금지된 것이었다. 독립기념일 행사장에서도 칼리오가 있으면 아무도 춤을 추지 못했다.
종교적이고 금욕적인 칼리오는 자칫 우울하고 속좁은 사람으로 오해받기도 했다. 하지만 가까운 사람들의 증언에 따르면 칼리오는 훌륭한 동료이며 지적인 연설가라는 평을 들었다. 젊었을 때는 스키를 즐겼고, 여러 스키 대회에서 상도 받았다. 중장년기에는 승마를 했고, 각료로 재임하면서 여러 연회도 거쳐 보았다. 또 극장이나 음악회도 즐겼다고 한다.

## 경력 요약

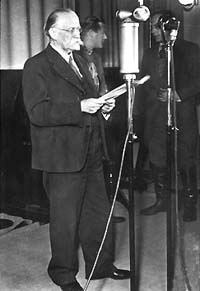

- 1914년 - 피폴라 지역 대표 (청년 핀란드당)
- 1907년 - 의회의원 선출
- 1908년-1916년 - 농업동맹 총재
- 1917년 - 토코이 원로원의 농무국장 역임.
- 1917년 - 제1차 스빈후부드 원로원의 농무국장 역임.
- 1918년 - 제1차 파시키비 원로원에서 농무국장 역임(8월 18일까지).
- 1919년 - 카를로 카스트렌 내각에서 농무임업장관 역임.
- 1920년 - 제1차 벤놀라 내각에서 농무임업장관 역임.
- 1922년-1924년 - 총리(제1차 칼리오 내각).
- 1924년 - 총리 퇴임하고 의회의장 역임.
- 1925년 - 툴렌헤이모 내각의 교통 및 공공사업장관 역임.
- 1925년-1926년 - 총리(제2차 칼리오 내각).
- 1927년-1929년 - 의회의장.
- 1929년-1930년 - 총리(제3차 칼리오 내각).
- 1930년-1936년 - 의회의장.
- 1932년-1936년 - 도로교통관리위원회 위원장
- 1936년-1937년 - 총리(제4차 칼리오 내각).
- 1937년-1940년 - 공화국대통령.
- 1940년 - 대통령 재임 중 사망.

## 역대 선거 결과
| 선거명      | 직책명          | 대수 | 정당              | 1차 득표율 | 1차 득표수 | 2차 득표율 | 2차 득표수 | 3차 득표율 | 3차 득표수 | 결과 | 당락 |
| ----------- | --------------- | ---- | ----------------- | ---------- | ---------- | ---------- | ---------- | ---------- | ---------- | ---- | ---- |
| 1919년 선거 | 핀란드의 대통령 | 1대  | 핀란드 사회민주당 | 0.51%      | 1표        |            |            |            |            | 4위  | 낙선 |
| 1925년 선거 | 핀란드의 대통령 | 2대  | 핀란드 사회민주당 | 26.00%     | 78표       | 0.67%      | 2표        |            |            | 5위  | 낙선 |
| 1931년 선거 | 핀란드의 대통령 | 3대  | 농업동맹          | 21.33%     | 64표       | 17.67%     | 53표       |            |            | 3위  | 낙선 |
| 1937년 선거 | 핀란드의 대통령 | 4대  | 농업동맹          | 18.67%     | 56표       | 59.00%     | 177표      |            |            | 1위  |      |

## 참고 자료
- Kirjastovirma.fi, Henkilögalleria – Kyösti Kallio 보관됨 2017-10-07 - 웨이백 머신
- Suomen hallitukset www.valtioneuvosto.fi. Valtioneuvosto.
- Edustajamatrikkeli Kyösti Kallio www.eduskunta.fi. Valtioneuvosto.

| 전임 페르 에빈드 스빈후부드 | 제4대 핀란드 공화국대통령 1931년 3월 2일 – 1937년 3월 1일 | 후임 리스토 뤼티 |

| 전임 라우리 크리스티안 렐란데르 (제9대) 배이뇌 부올리요키 (제11대) 파보 비르쿠넨 (제14대) 파보 비르쿠넨 (제17대) 파보 비르쿠넨 (제19대) 유호 수닐라 (제22대) | 핀란드의 의회의장 1920년 (제10대) 1922년 (제12대) 1924년-1925년 (제15대) 1927년 (제18대) 1929년 (제20대) 1930년-1937년 (제23대) | 후임 배이뇌 부올리요키 (제11대) 배이뇌 부올리요키 (제13대) 배이뇌 부올리요키 (제16대) 파보 비르쿠넨 (제19대) 파보 비르쿠넨 (제21대) 배이뇌 하킬라 (제24대) |

| 전임 아이모 카얀데르 (1922년) 안티 툴렌헤이모 (1925년) 오스카리 만테레 (1929년) 토이보 미카엘 키비매키 (1936년) | 제8대 핀란드의 총리 1922년 11월 14일–1924년 1월 18일 1925년 12월 31일–1926년 12월 13일 1929년 8월 16일–1930년 7월 4일 1936년 10월 7일–1937년 2월 17일 | 후임 아이모 카얀데르 (1924년) 배이뇌 탄네르 (1926년) 페르 에빈드 스빈후부드 (1930년) 아이모 카얀데르 (1937년) |